# Prayagraj (distrikt)
Prayagraj är ett distrikt i den indiska delstaten Uttar Pradesh, och hade 4 936 105 invånare år 2001 på en yta av 5 425,1 km². Det gör en befolkningsdensitet på 909,9 inv/km². Den administrativa huvudorten är staden Prayagraj. De största religionerna är Hinduism (86,81 %) och Islam (12,72 %).

## Administrativ indelning
Distriktet är indelat i åtta kommunliknande enheter, tehsils:
- Prayagraj, Bara, Handia, Karchhana, Koraon, Meja, Phulpur, Soraon

## Städer
Distriktets städer är huvudorten Allahabad samt Allahabad (Cantonment Board), Bharatganj, Chak Imam Ali, Handia, Jhusi, Jhusi Kohna, Koraon, Lal Gopalganj Nindaura, Mau Aima, Phulpur, Shankargarh och Sirsa.
Urbaniseringsgraden låg på 24,45 procent år 2001.